# Jernhusen
Jernhusen AB är ett svenskt statligt företag som äger och förvaltar fastigheter som är eller har varit knutna till Sveriges järnvägsnät. Detta innefattar järnvägsstationer, kontorsfastigheter, terminaler och tågverkstäder. Merparten av fastigheterna ligger i eller omkring större städer. Jernhusen AB bildades i januari 2001 efter Statens Järnvägar:s avknoppning. Tidigare hade man bestått av divisionen SJ Fastigheter. Företaget ägs helt av Svenska staten. Jernhusens uppdrag från staten är att medverka till att stationer och verkstäder utvecklas och ställs till trafikoperatörers, resenärers och andra användares förfogande på konkurrensneutrala villkor.
Jernhusens största och mest kända byggnader är centralstationerna i Stockholm, Göteborg och Malmö. En stor verksamhet är att hyra ut stationernas lokaler till bland annat butiker, restauranger och kiosker. Under 2008-2015 började man sälja ut mindre stationer som inte gav någon större inkomst. De vanligaste köparna var kommuner eller företag från det lokala näringslivet. Man nästan halverade företagets fastighetsbestånd under denna period.
Jernhusen äger kombiterminaler i Stockholm (Stockholm Årsta kombiterminal), Västerås, Nässjö, Helsingborg och Malmö, vilka i flertalet fall drivs av kontrakterade företag.
Arenastaden är byggd på mark som ägdes av Jernhusen, som tillsammans med Peab, Fabege, Solna stad samt Svenska Fotbollförbundet  bildade ett bolag som byggde och utvecklade Friends Arena i Solna. I slutet av 2016 avyttrade Jernhusen sin del i företaget till Fabege.